# Джиибхентра
Джиибхентра — древнеегипетский или нубийский правитель, царствовавший в конце правления XI династии.

## Биография
Джиибхентра мог быть претендентом на египетский трон, расположенный тогда в северной части Нубии, между правлением Ментухотепа IV и Аменемхета I, причем у обоих вышеупомянутых правителей были проблемы с получением признания законными фараонами.
Венгерский египтолог Ласло Тёрёк предложил гораздо более позднее время правления Джиибхентры — после правления Неферхотепа I из XIII династии (Второй переходный период).
У Джиибхентры был титул фараона, однако из надписей в северной Нубии известны лишь хорово имя и тронное имя.
Как и Джиибхентра, претендентами на трон из Нубии были Сегерсени и Какаре Ини, однако ничего не известно об отношениях между этими тремя фараонами.